# Crete Senesi
Crete Senesi refere-se a uma área da região italiana de Toscana, ao sul de Siena. É constituída por uma série de colinas e bosques entre as aldeias e inclui a comuna de Asciano, Buonconvento, Monteroni d'Arbia, Rapolano Terme e San Giovanni d'Asso, tudo dentro da província de Siena.
Crete Senesi quer dizer "argilas de Siena" e a coloração cinzenta distintiva do solo dá à paisagem uma aparência muitas vezes descrita como lunar. Esta argila característica, conhecida como mattaione, representa os sedimentos do mar do Plioceno, que abrangia a área entre 2,5 e 4,5 milhões de anos atrás. Nas proximidades, também é a região semi-árida conhecida como Deserto de  Accona. A área sofreu despovoamento extremo devido a pragas na Idade Média, e a consequente falta prolongada de cultivo facilitou a erosão de quase completa da superfície do solo. Mais tarde, foi colonizada por fazendeiros da Sicília adepto ao cultivo de cereais com menos de condições ideais, e que foram capazes de estabelecer o cultivo sustentável de trigo no argilas Siena.
O edifício mais notável da região é a Abadia de Monte Oliveto Maggiore.
A região é conhecida pela sua produção de trufas brancas e hospeda um festival e um museu dedicado ao tubérculo raro.

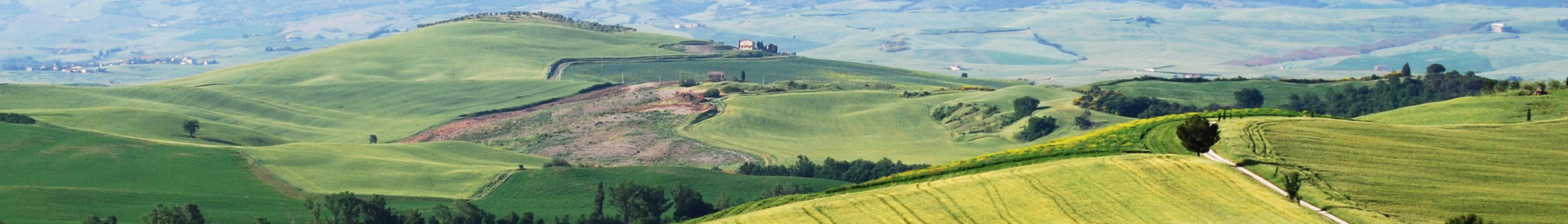
Crete Senesi

## Galeria

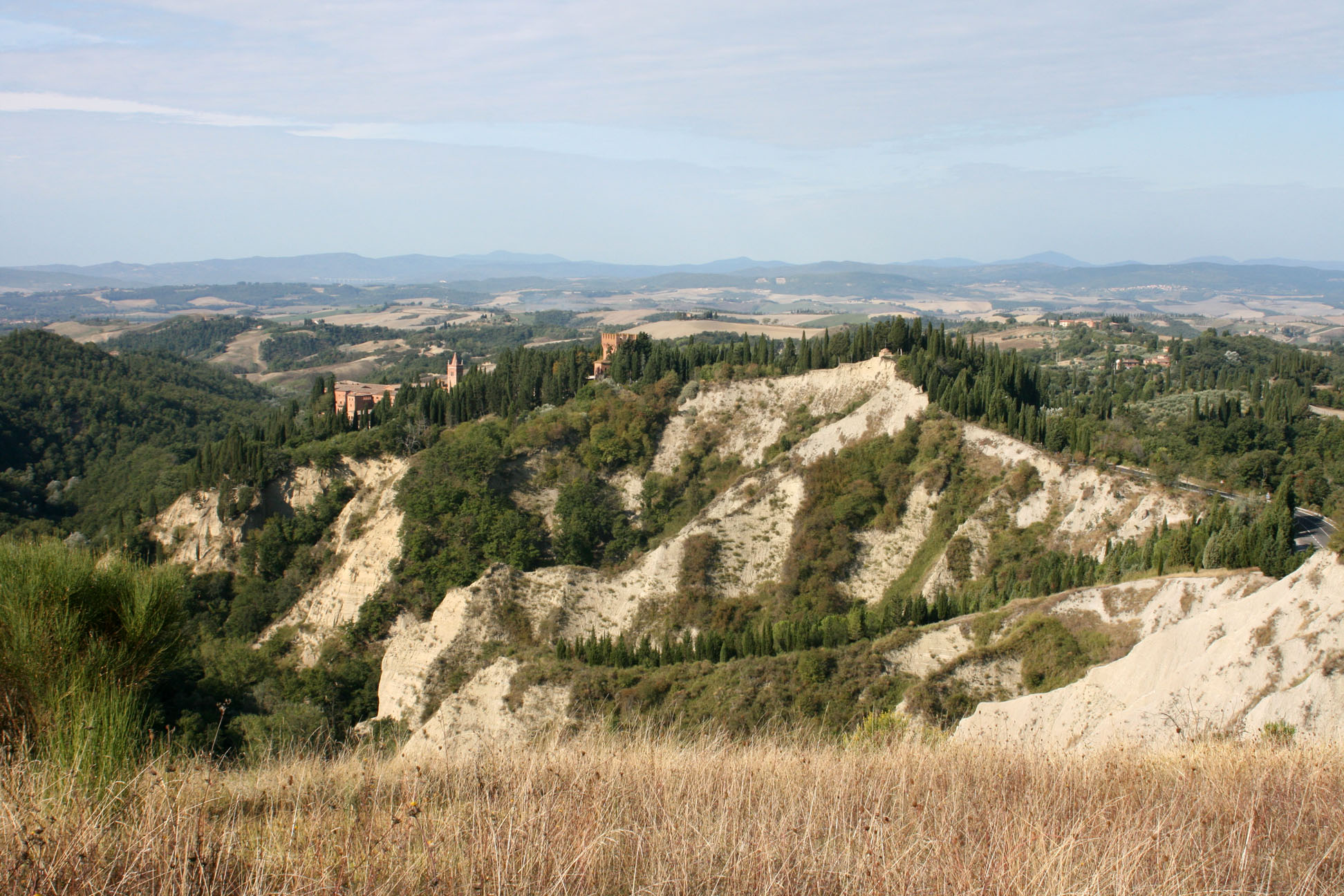
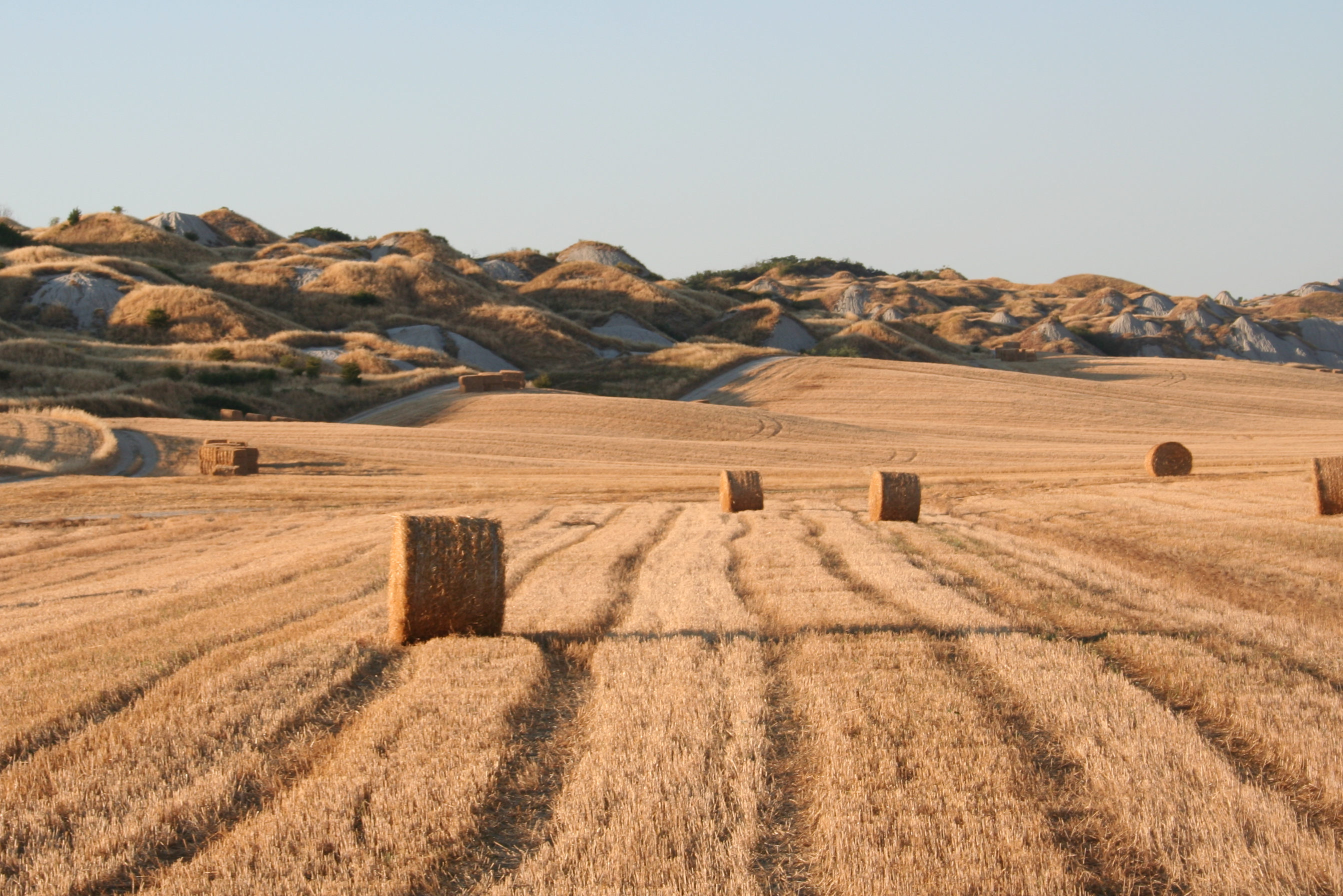
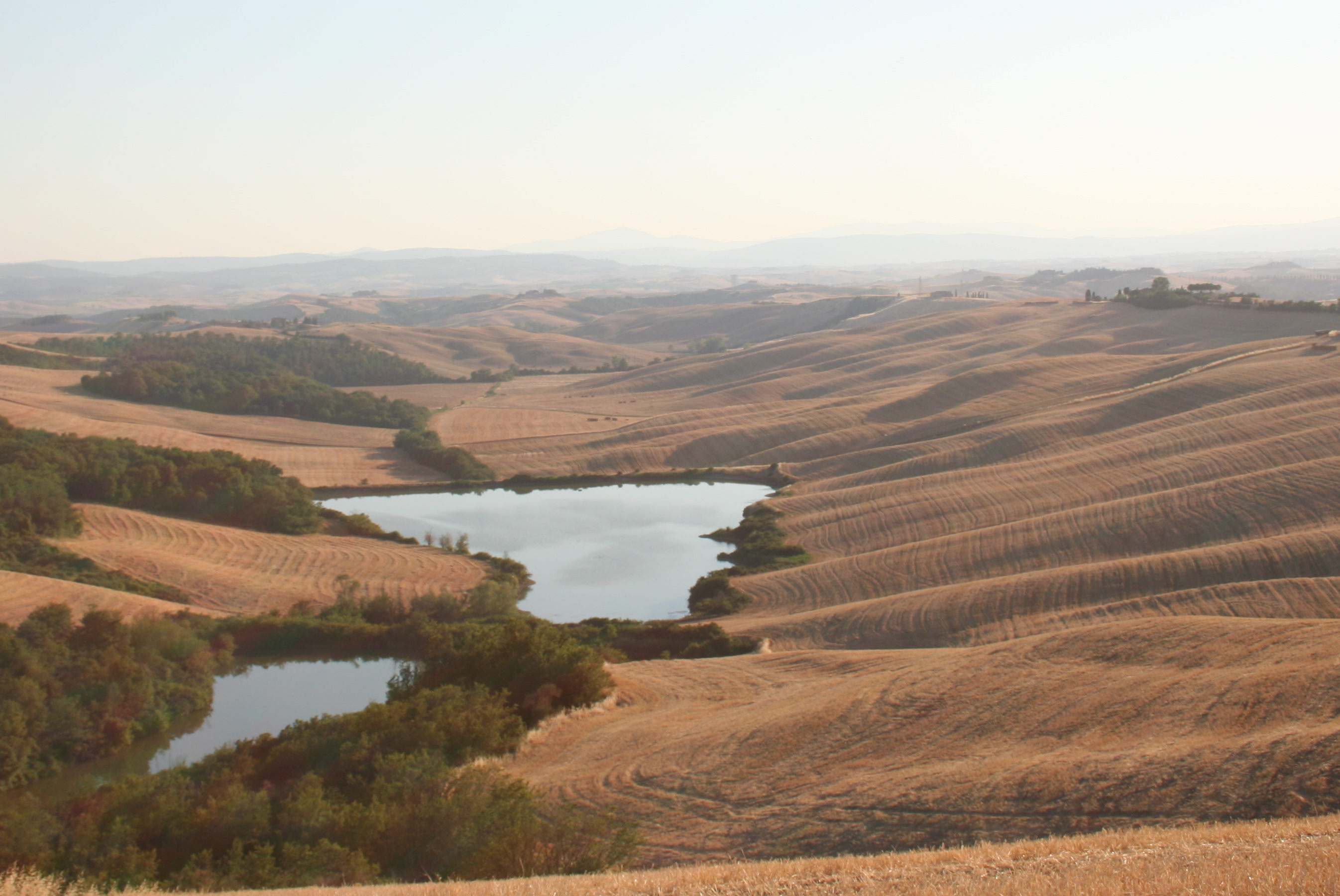
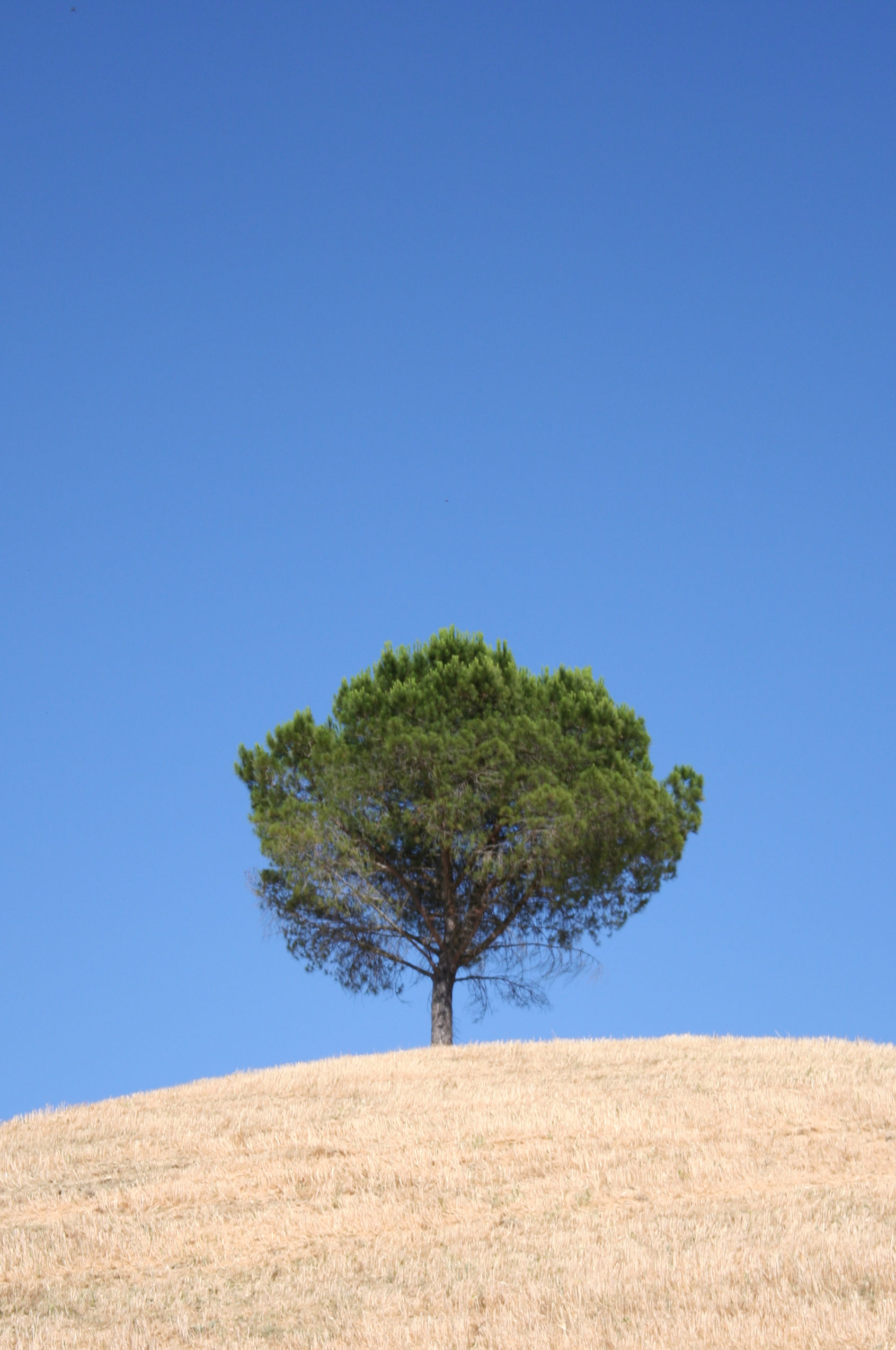